# Békéscsaba
Békéscsaba je grad na samom jugoistoku Mađarske.
Površine je 193,93 km četvorna.

## Ime
Mađarski ga izvori zovu još Csaba, Nagy-Csaba, Békés-Csaba. Slovačka manjina ovaj grad zove Békéšska Čaba. Nijemci ga zovu Tschabe, a Rumunji Bichişciaba.

## Zemljopisni položaj
Nalazi se na jugoistoku Mađarske, blizu granice s Rumunjskom. 

## Upravna organizacija
Županijsko je sjedište, upravno je sjedište békéscsabske mikroregije u Bekeškoj županiji i grad s županijskim pravima. Poštanski je broj 5600, a neka pripadajuća naselja 5623 i 5671. Manjinsku samoupravu imaju Romi, Poljaci, Rumunji i Slovaci.
1918. je stekao status grada.

## Stanovništvo
2001. je godine u Békéscsabi živjelo 67.664 stanovnika, od kojih su većina Mađari, 6% je Slovaka, nešto Nijemaca, Roma, Rumunja, Srba, Slovenaca i Ukrajinaca.